# Németh László (színművész)
Németh László (Konyár, 1945. szeptember 21. – 2011. november 5.) magyar színész.

## Életpályája
Gépipari Technikumot végzett és a Gyár- és Gépszerelő Vállalatnál dolgozott műszaki előkészítőként.

„Soha nem voltam megelégedve azzal, amit csináltam. Mostohaapám erőltette rám a gépipart. A lelkem mélyén mindig a művészetek felé vonzódtam. 1974 óta a KISZ Művészegyüttes irodalmi színpadán szerepeltem. A főiskola felhívására rögtön jelentkeztem. Felvettek, elvégeztem. Közben dolgoztam a Madáchban, József Attilában, a Vígszínházban. 1978 júliusától 1980 nyaráig a filmgyárhoz kötött szerződés.… Szerencsére nem skatulyáztak be. Sok filmben játszottam kisebb-nagyobb szerepet nyomozótól munkásfiguráig, elég széles skálán foglalkoztattak. Osztályfőnököm Gábor Pál volt, de sokat tanultam Rényi Tamástól, Szőnyi G. Sándortól, Zsombolyai Jánostól is.  ”

1978-tól a Mafilm színésztársulatának volt a tagja. A Színház- és Filmművészeti Főiskolán 1980-ban szerzett színész diplomát, osztályvezető tanára Gábor Pál volt. Először a győri Kisfaludy Színház szerződtette. 1981-től a kecskeméti Katona József Színház, 1984-től a Vígszínház tagja volt. 1986-tól a debreceni Csokonai Színházban játszott, 1989-től két évadot az egri Gárdonyi Géza Színháznál töltött. 1991-től szabadfoglalkozású színművész volt. Karakterszínészként számos filmben szerepelt.
Testvére Németh Tibor bábszínész.

## Fontosabb színházi szerepei
- Carlo Goldoni: Nyári kalandozások... Fulgenzio
- Molière: Duda Gyuri... Duda Gyuri
- Anton Pavlovics Csehov – Ilf és Petrov – Vlagyimir Vlagyimirovics Majakovszkij: Lakodalom... Nyanyin
- Katona József: Bánk bán... II. Endre
- Vörösmarty Mihály: A bujdosók... Gara nádor
- Szabó Magda: Macskák szerdája... Nagy Sámuel
- William Shakespeare: A makrancos hölgy... Batista
- Shakespeare: Harmadik Richárd... Érsek; Sheriff
- Friedrich Dürrenmatt: Az öreg hölgy látogatása... Hoffbauer
- Dürrenmatt: A nagy Romulus... szakács
- Nyikolaj Vasziljevics Gogol: A revizor... Ivan Lazarevics Rasztakovszkij
- Tamási Áron: Ördögöló Józsiás... Küszküpü
- Csokonai Vitéz Mihály: Özvegy Karnyóné... Tiptopp
- Nyikoláj Robertovics Erdmann: A mandátum... Iljikin
- Arthur Miller: Pillantás a hídról... Eddie Carbone; Mr. Lipari
- Ray Rigby – Kapás Dezső: A domb... parancsnok
- Edmond Rostand: Cyrano de Bergerac... egy fanyar úr
- Szomory Dezső: Hermelin... sofőr
- Szirmai Albert – Bakonyi Károly : Mágnás Miska... Eleméry gróf
- Örkény István – Zsótér Sándor: Macskajátékok... Józsi
- Bertolt Brecht: Dobszó az éjszakában... Babusch (újságíró)
- Joseph Kesselring: Arzén és levendula... Harper (tiszteletes)
- Tabi László: Spanyolul tudni kell... Serrano
- Görgey Gábor: Wiener Walzer... Hulla
- Görgey Gábor: Ünnepi ügyelet... Kiss
- Csukás István: Süsü, a sárkány... Öreg király
- Jókai Mór – Rossa László – Lénárt László: Szaffi... Loncsár papa
- Rejtő Jenő – Szinovál Gyula – Andor Edit: Vesztegzár a Grand Holtelban... Linder
- Stendhal: Vörös és fekete... A tábornok
- Bartis Attila: Romlás... Lajos (még egy hozzátartozó)

## Filmek, tv
- Fényes szelek (1969)
- Csontváry (1975)
- Váljunk el! (1978)
- Kinek a törvénye (1979)
- Rab ember fiai (1979)
- Angi Vera (1979)
- Magyar rapszódia (1979)
- Allegro barbaro (1979)
- Sándor Mátyás (1979)
- Gombó kinn van (1979)
- Vereség (1980)
- Agyrémek (1980)
- Vasárnapi szülők (1980)
- Kojak Budapesten (1980)
- Látástól vakulásig... (1980)
- A téglafal mögött (1980)
- Vámmentes házasság (1980)
- Nyitott ház (1981)
- Villám (1981)
- A Pogány Madonna (1981)
- A tenger (1982)
- Appassionata (1982)
- Szívzűr (1982)
- Az Operaház fantomja (1983)
- A vörös grófnő (1985)
- Mata Hari (1985)
- Ember és árnyék (1985)
- Rutinmunka (1986)
- Szemet szemért (1986)
- Farkascsapda (1986)
- Nyolc évszak (1987)
- Szörnyek évadja (1987)
- Az angol királynő (1988)
- Küldetés Evianba (1988)
- Ismeretlen ismerős (1989)
- Szürkület (1990)
- Várunk rám (1991)
- Bécsi ezüst (1991)
- Csapd le csacsi! (1991)
- Kisváros (sorozat) Farkas a veremben című rész (1993)
- Frici, a vállalkozó szellem (1993)
- Szomszédok 234. rész (1996)
- Barátok közt (sorozat) 1271. rész (2001)
- Csak szex és más semmi (2005)
- Zuhanórepülés (2007)
- Abszurdisztán (2008)
- Menni vagy nem menni?[6]